# Pakistan na Letnich Igrzyskach Olimpijskich 1976
Pakistan na Letnich Igrzyskach Olimpijskich 1976 reprezentowało 24 zawodników (sami mężczyźni). Był to 10. start reprezentacji Pakistanu na letnich igrzyskach olimpijskich.

## Zdobyte medale
| Medal | Zawodnik | Dyscyplina      | Konkurencja | Rezultat |
| ----- | --- | --------------- | ----------- | -------- |
| Brąz  | Salim Sherwani, Manzoor-ul Hassan, Munawaruz Zaman, Saleem Nazim, Akhtar Rasool, Iftikhar Ahmed Syed, Islah-ud-Din, Manzoor Hussain, Abdul Rashid, Shahnaz Sheikh, Samiullah, Qamar Zia, Arshad Mahmood, Arshad Ali Chaudry, Mudassar Asghar, Hanif Khan | hokej na trawie |             |          |

## Skład kadry

### Boks
Mężczyźni
- Muhammad Sadiq – waga musza – 16. miejsce
- Siraj Din – waga średnia – 5. miejsce

### Hokej na trawie
Mężczyźni
- Salim Sherwani, Manzoor-ul Hassan, Munawaruz Zaman, Saleem Nazim, Akhtar Rasool, Iftikhar Ahmed Syed, Islah-ud-Din, Manzoor Hussain, Abdul Rashid, Shahnaz Sheikh, Samiullah, Qamar Zia, Arshad Mahmood, Arshad Ali Chaudry, Mudassar Asghar, Hanif Khan – 3. miejsce

### Lekkoatletyka
Mężczyźni
- Muhammad Younis – 800 metrów – odpadł w eliminacjach
- Muhammad Siddique – 1500 metrów – odpadł w eliminacjach

### Podnoszenie ciężarów
Mężczyźni
- Muhammad Manzoor – waga kogucia – 11. miejsce
- Mohammad Malik Arshad – waga średnia – 15. miejsce

### Zapasy
Mężczyźni
- Ditta Allah – waga kogucia, styl wolny – niesklasyfikowany
- Muhammad Salah-ud-din – waga lekkociężka, styl wolny – niesklasyfikowany